# Plaza Centro
Es un centro comercial ubicado en el centro de San Salvador propiedad de Grupo Siman.

## Historia
Anteriormente el edificio en que se encuentra este centro comercial fue ocupado por Almacenes Siman por más de 40 años, siendo esta la primera sucursal de la cadena de tiendas por departamento. Posteriormente esa sucursal fue cerrada y a finales del año 2010 se iniciaron los trabajos de remodelación del inmueble para convertirlo en centro comercial.

El edificio consta de 1,200 metros cuadrados de construcción distribuidos en 6 niveles de los cuales solo 4 son utilizados comercialmente.

Cuenta con un centro financiero, food court, capilla y establecimientos comerciales entre los que destacan Prisma Moda, Banco Agrícola, Radio Shack, Totto, Subway entre otros.